# 安達利昌
安達 利昌（あだち としまさ、1991年4月15日 - ）は、日本棋院東京本院所属の囲碁棋士。七段。小松英樹九段門下。東京都荒川区出身。

## 来歴
囲碁愛好家で写真家の父から、保育園時代に囲碁を教えられ、兄と共に覚える。
1999年、東京都台東区立金曽木小学校2年時に、少年少女囲碁大会に出場し、後の院生に敗れて8位。
2000年、同3年時に、少年少女囲碁大会に出場し、途中敗退。四都市対抗少年少女囲碁団体戦の代表に内田修平と共に選ばれるも全敗。
2001年、同4年時に、少年少女囲碁大会に出場し、初戦敗退。同年より、緑星囲碁学園へ通い始める。
2003年、同6年時に、少年少女囲碁大会に出場し、5位入賞。
2004年、荒川区立諏訪台中1年時に、全日本こども囲碁大会とジュニア本因坊戦で優勝。少年少女囲碁大会中学生の部では、後にプロ棋士となる鈴木伸二に敗れる。その後日本棋院東京本院の院生となる。
2005年、冬季棋士採用試験で、予選敗退。
2006年、冬季棋士採用試験で、田尻悠人・金沢真らに次ぐ7位で入段ならず。
2007年、冬季棋士採用試験で、鈴木・伊藤優詩らに次ぐ15位で入段ならず。
2008年、冬季棋士採用試験で、11勝4敗と竹内康祐と同率になったが院生順位上位のため2位となり、1位の稲葉貴宇と共に入段を果たす。
2010年、成立学園高等学校を卒業。
2016年、第64期王座戦で自身初の七大棋戦本戦進出。
2017年、第42期棋聖戦ファーストトーナメント突破。
2018年、第43期棋聖戦Cリーグを4勝1敗でBリーグに昇格。
2019年、第44期棋聖戦Bリーグにて趙治勲名誉名人・王銘琬九段・山田規三生九段らに勝利し、2位にてAリーグ昇格。また、第10回おかげ杯では決勝戦で芝野虎丸七段に敗れたものの、準優勝。
2020年、第45期棋聖戦Aリーグは3勝4敗の6位で降格。
2021年、第46期棋聖戦Bリーグは4勝3敗の4位で残留。また、第28期阿含・桐山杯でベスト8まで進出したほか、第60期十段戦では本戦で安斎伸彰七段、井山裕太棋聖、大竹優五段に勝利。翌2022年1月に余正麒八段に敗れるも本戦準決勝まで進出した。
2022年、第47期棋聖戦Bリーグは3勝4敗の5位で残留。第61期十段戦では本戦ベスト8。
2023年、第48期棋聖戦Bリーグを6勝1敗で制すると、プレーオフでも呉柏毅五段に勝利し挑戦者決定トーナメントに進出。平田智也八段（Cリーグ優勝）に勝利したが、余正麒八段（Aリーグ優勝）に敗れた。

## エピソード
- 2024年5月27日、第49期碁聖戦挑戦者決定戦の芝野虎丸名人戦が東京本院で行われたが、14分の遅刻があった。安達は規定により遅刻時間の3倍である42分を持ち時間の3時間から引くペナルティーが科せられた。当時は日本棋院公式Youtubeで生中継され、その映像が記録されている[28]。

## 主な成績

### 良績
- 2009年 第6回中野杯4強。
- 2010年 第20期竜星戦本戦に出場。
- 2011年 第21期竜星戦本戦に出場。第2回おかげ杯本戦に出場。
- 2011年12月22日 棋聖戦最終予選に進む。
- 2019年5月15日 第10回おかげ杯準優勝。
- 2021年 阿含・桐山杯ベスト8、第60期十段戦本戦ベスト4。
- 2023年9月18日 第48期棋聖戦Bリーグプレーオフで勝利。本戦に進む。
- 2024年 第49期碁聖戦挑戦者決定戦進出。

### 昇段履歴
- 2009年4月1日 初段[29]（冬期棋士採用試験 2位=11勝4敗）
- 2011年10月7日 二段[30]（勝星規定=対象棋戦通算30勝）
- 2014年1月1日 三段[31]（2013賞金ランキング）
- 2016年7月22日 四段[32]（勝星規定=対象棋戦通算50勝）
- 2018年1月1日 五段[33]（賞金ランキング 四段2位）
- 2019年1月1日 六段[34]（賞金ランキング 五段2位）
- 2020年1月1日 七段[35]（賞金ランキング 六段1位）

## 受賞歴
- 棋道賞 連勝賞（2016年、15連勝）[36]